# A Shadow's Tale
A Shadow's Tale, appelé Lost in Shadow en Amérique du Nord et Kage no Tou (影の塔, lit. "La Tour des Ombres") au Japon, est un jeu vidéo de plates-formes et de réflexion développé par Hudson Soft. Il est sorti en 2010 au Japon et en Europe et en 2011 en Amérique du Nord sur Wii.

## Synopsis
Au sommet d'une immense tour, un homme mystérieux désolidarise l'ombre d'un jeune garçon et la précipite en bas du bâtiment. Séparée de son corps et sans aucun souvenir de ce qui s'est passé, l'ombre animée par magie décide de remonter la tour dans l'espoir de retrouver son corps. Aidée par Spangle, une sorte de fée, l'Ombre du garçon rencontrera de nombreux pièges et ennemis au fil de l'ascension.

## Système de jeu
Le joueur contrôle l'Ombre du garçon et ne se déplace non pas sur les plates-formes et obstacles mais sur l'ombre de ceux-ci. Les seuls moyens d'interagir avec son environnement est, soit d'interagir avec l'ombre des objets à utiliser tels que l'ombre d'un levier à activer, ou l'ombre d'une épée à ramasser, ou bien le joueur peut contrôler Spangle pour agir directement sur le monde réel en actionnant une plate-forme ou en déplaçant une source de lumière pour changer la position et l'orientation des ombres et ainsi dévoiler de nouveaux chemins. Durant la première moitié du jeu, l'Ombre du garçon ne peut se déplacer qu'en tant qu'ombre, donc dans un monde en 2D. Dans la seconde moitié, on acquiert la possibilité de devenir une silhouette de lumière pendant quelques instants, ce qui permet de se déplacer dans un monde en 3D et donc d'interagir directement dans le décor et non plus dans l'ombre de celui-ci.